# Colegiata de San Cosme y San Damián (Covarrubias)
La iglesia parroquial de San Cosme y San Damián de Covarrubias es un templo católico situado en el municipio de Covarrubias, en la provincia de Burgos (Castilla y León, España), que tuvo la dignidad de colegiata, término por el que todavía hoy es conocida.
Actualmente, está considerada como Bien de Interés Cultural
(fue declarada Monumento histórico-artístico perteneciente al Tesoro Artístico Nacional mediante decreto de 3 de junio de 1931).

## La iglesia
La iglesia actual, tardogótica, fue comenzada en 1474 y fue construida sobre otra anterior románica por encargo del abad Diego Fernández, capellán del rey Enrique IV. Las obras se prolongaron durante la mayor parte del reinando de los Reyes Católicos. Tiene planta de cruz latina y tres naves, siendo la nave central más alta que las laterales. Las naves y el crucero están cubiertos por una bóveda de terceletes sexpartita o simple. A lo largo de la iglesia están colocados los sepulcros de las familias Martínez Lerma, Fernández Velasco, Gil de Ramales, Cisneros, Fernández de Castro, Fernández de Solarana, Villegas y otros. El órgano es de la segunda mitad del siglo XVII.

### Retablo mayor

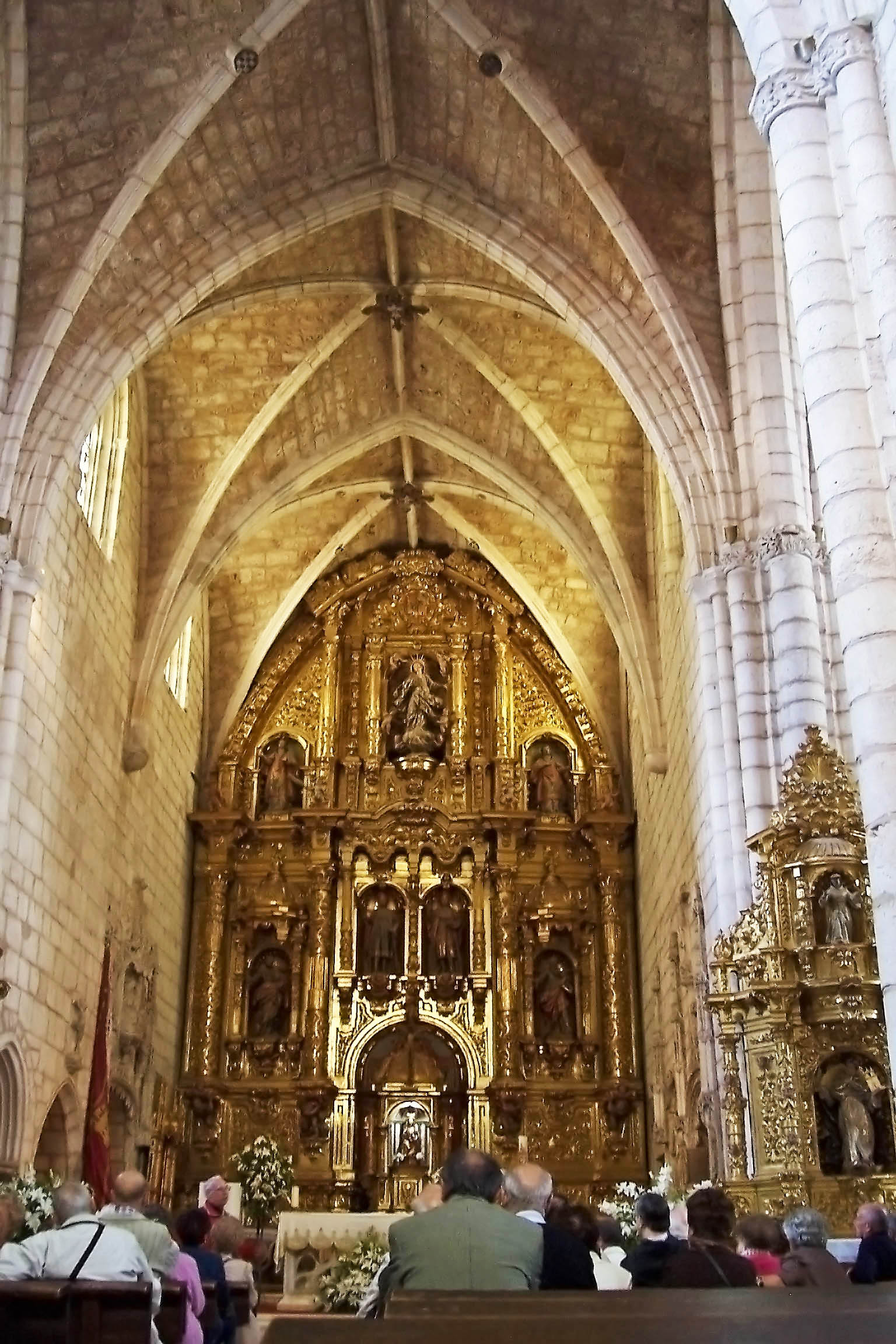
Retablo mayor de la iglesia.

El retablo mayor de la iglesia fue realizado entre 1751 y 1753 por los retablistas y entalladores Luis y Manuel Cortés del Valle y Francisco Echevarría. Está dedicado a San Cosme y San Damián y tiene tres calles y ático y descansa sobre un banco. En el centro de la parte inferior está colocado el sagrario-ostensorio.
Sobre este están colocadas las imágenes de San Cosme y San Damián bajo dosel y flanqueadas por las imágenes de San Pedro y San Pablo,
y en el ático está colocada la Asunción de la Virgen entre dos diáconos, San Esteban protomártir y San Lorenzo.

### Sepulcros

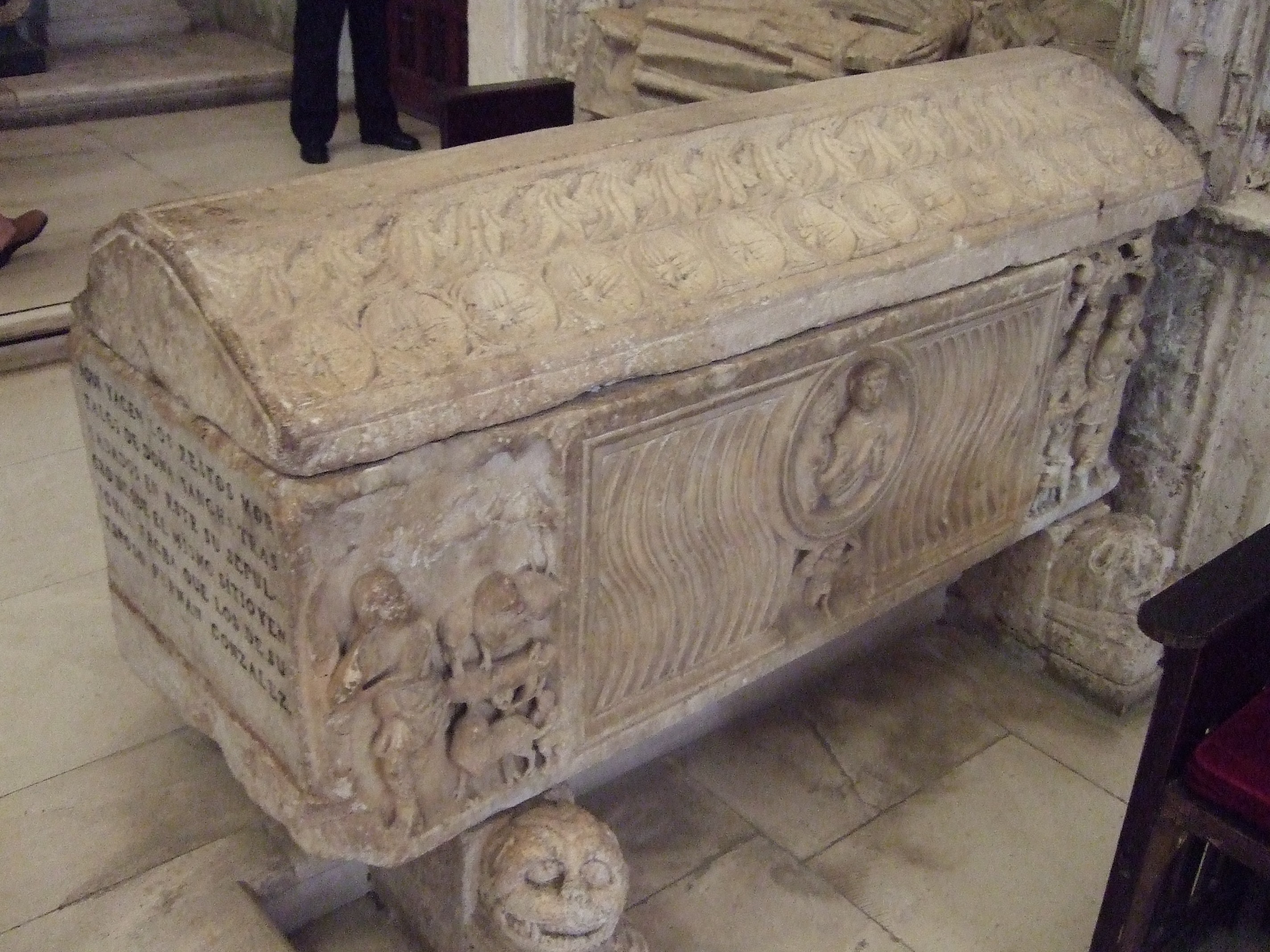
Sepulcro de Sancha de Pamplona.

En el presbiterio están los sepulcros del conde Fernán González y de su esposa Sancha de Pamplona, trasladados desde el monasterio de San Pedro de Arlanza en 1841. Los restos del conde reposan en un sepulcro del siglo V, que fue encontrado sin cubierta en el siglo XVII en una aldea del Alfoz de Lara, y los de la condesa Sancha en un sepulcro hispanorromano del siglo IV. En el lado del Evangelio de la capilla mayor está colocado el sepulcro de García Alonso de Covarrubias, abad de la colegiata.
En el presbiterio de la iglesia, junto a los sepulcros que contienen los restos de la reina Urraca Fernández y de Urraca García, se encuentra colocado un sepulcro de piedra, fechado en el siglo XV, y que se supone contiene los restos de la infanta Sancha Raimúndez, que en realidad se encuentra sepultada en el Panteón de Reyes de San Isidoro de León, donde su cadáver, momificado, se conserva incorrupto. La infanta Sancha Raimúndez concedió sus Fueros a la localidad de Covarrubias en el año 1148. Sobre la tapa del sepulcro atribuido a la infanta Sancha, aparece esculpida la cruz abacial y en el frente se halla colocado el escudo cuartelado de Castilla y León, que le fue concedido a la infanta Sancha por su hermano el rey.

### Capillas
La iglesia cuenta con otras capillas, como la del Santísimo, conocida popularmente como de los «Santos Mártires» por estar presidido su retablo por las imágenes procesionales de los mártires Cosme y Damián, patronos de la iglesia; está situada a los pies de la iglesia en el lado del evangelio y está cubierta por una elegante bóveda de crestería atribuida a Simón de Colonia. La capilla del Carmen o de las reliquias conserva la pila bautismal románica de los siglos XI-XII, con sencilla decoración cuadrucifolia. Otra capilla importante es la de los Santos Reyes, donde estuvo situado el magnífico tríptico de los Reyes Magos, que da nombre a la capilla, y que actualmente se puede visitar en el museo parroquial; hoy ocupa su lugar en la capilla un retablo plateresco del XVI dedicado a San Juan Bautista.

## Campanario
Esta ex-colegiata posee un conjunto de campanas con fundidores variados. Hay campanas que sobrevivieron a un incendio en el sigo XX, pero otras no, por lo que se fundieron campanas nuevas. Hasta el año 2022, la colegiata poseía en la torre las campanas 3 a 7, y la 1 en el claustro sin uso alguno, por lo que se decidió restaurar y para completar el vano que se iba a quedar vacío se fundió una nueva. Estas dos campanas son las únicas que poseen yugo de madera y voltean automáticamente, mientras que las otras tienen yugos de PEREA y se repican mediante electromazos.
INFORMACIÓN:
(fotos al final de la tabla en los enlaces)
CAMPANARIO
|                             | 1                              | 2 | 3                                                                 | 4                                                                 | 5                                                                   | 6                                              | 7                                                                                     |
| --------------------------- | ------------------------------ | --- | ----------------------------------------------------------------- | ----------------------------------------------------------------- | ------------------------------------------------------------------- | ---------------------------------------------- | ------------------------------------------------------------------------------------- |
| Nombre                      | Campanillo de señales          | Campanillo nuevo                                                                                                  | Esquilón menor                                                    | Esquilón de difuntos                                              | Esquilón de fuego                                                   | Romana de misa                                 | Romana del Ángelus                                                                    |
| Peso en kg                  | 37                             | 62 | 81                                                                | 152                                                               | 545                                                                 | 632                                            | 648                                                                                   |
| Fundidor                    | Esteban Echebaster (Vitoria)   | Campanas Quintana (Saldaña, PALENCIA)                                                                             | Perea (Miranda de Ebro, BURGOS)                                   | Anillo                                                            | Menezo (Meruelo)                                                    | Juan Pérez Manjón (Santa Cruz del Tozo         | Tomás de Ballesteros (Meruelo)                                                        |
| Año de fundición            | 1890                           | 2022 | 1956                                                              | 1801                                                              | 1771                                                                | 1943                                           | 1831                                                                                  |
| Inscripciones en el TERCIO  | JESUS MARIA Y JOSE ANO DE 1890 | FUNDIDA POR QUINTANA EN SALDAÑA                                                                                   | SOY LA VOZ DEL ANGEL QUE EN ALTO SUENA                            | YHS SANCTI COSMA ET DAMIANE ORATEPRONOBIS ANO D 1801              | IHS MARIA IOSEPH SANCTE COSME ET DAMIANE ORATE PRONOBIS ANO DE 1771 | X                                              | BARBARA VIRGO ET MARTIR ORA PRO NOBIS LIBERANOS A NEBVLIS MALICNIS ANNO DNI MDCCCXXXI |
| Inscripciones en el MEDIO   | Cruz con pedestal (calle)      | DEDICADA AL SANTÍSIMO NOMBRE DE JESUS A CUYO SONIDO TODA RODILLA SE DOBLE EN EL CIELO, EN LA TIERRA, EN EL ABISMO | Sello de fábrica y virgen                                         | Cruz con pedestal (torre) mal orientada. Debajo pone ANILLO MEYZO | Cruz con pedestal (torre) mal orientada.                            | Cruz con pedestal (calle) y sello de fábrica   | Cruz con pedestal (calle)                                                             |
| Inscripciones medio-pie/pie | X                              | AÑO 2022 | SE FUNDIO EN EL ANO 1965 SIENDO PARROCO MONSEÑOR DN RUFINO VARGAS | X                                                                 | X                                                                   | DEDICADA AL PURISIMO CORAZON DE MARIA ANO 1943 | TV ES PASTOR OVIVM PRINCEPS APOSOLORVM TIBI TRADITAE SVNT CLAVES REGNI COELORUM       |
|                             | FOTOS                          | FOTOS | FOTOS                                                             | FOTOS                                                             | FOTOS                                                               | FOTOS                                          | FOTOS                                                                                 |

AQUÍ OS PROPORCIONO LA INFORMACIÓN BÁSICA DE LAS CAMPANAS.

## Claustro

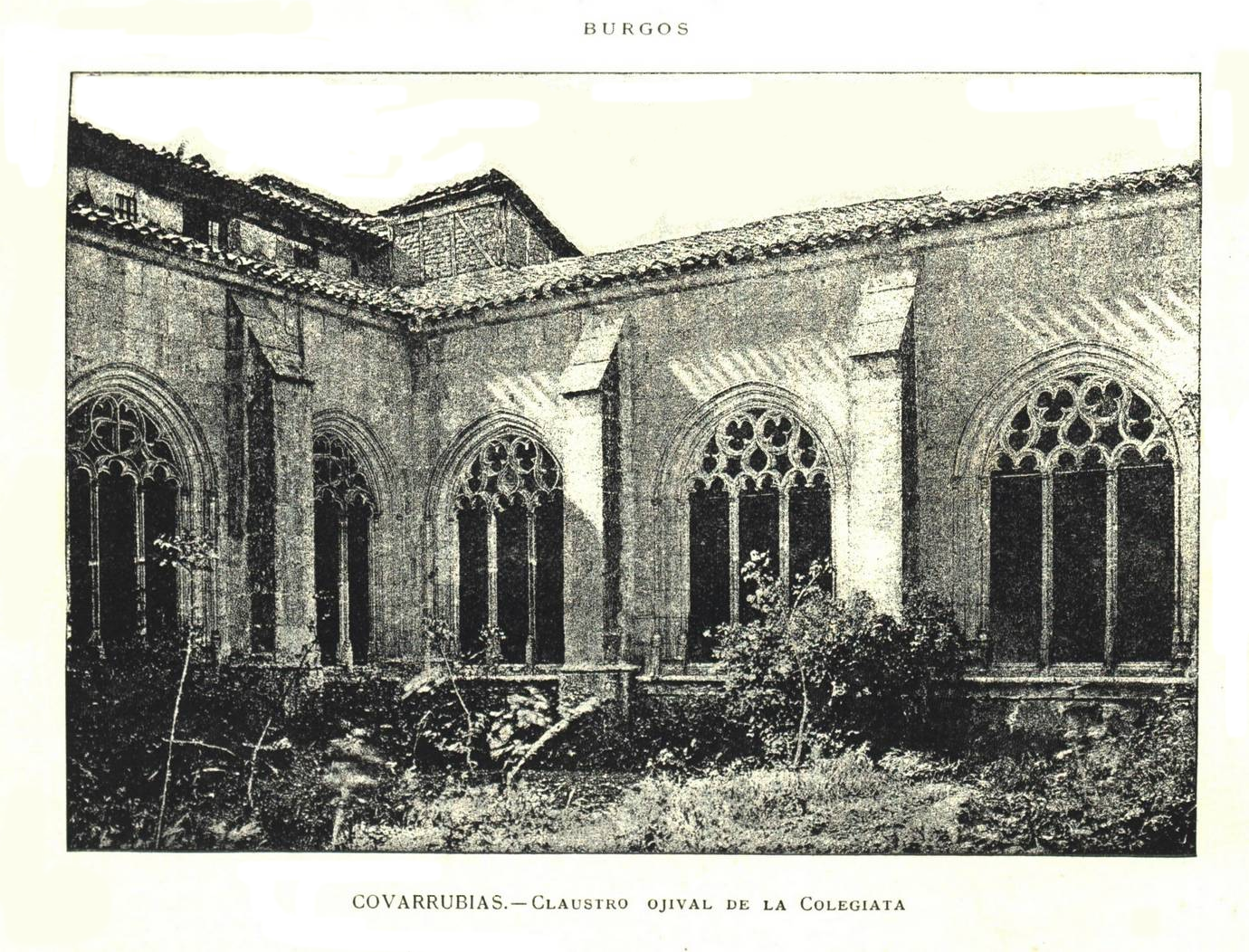
«Claustro ojival de la Colegiata» (1887) de Miguel Joarizti.

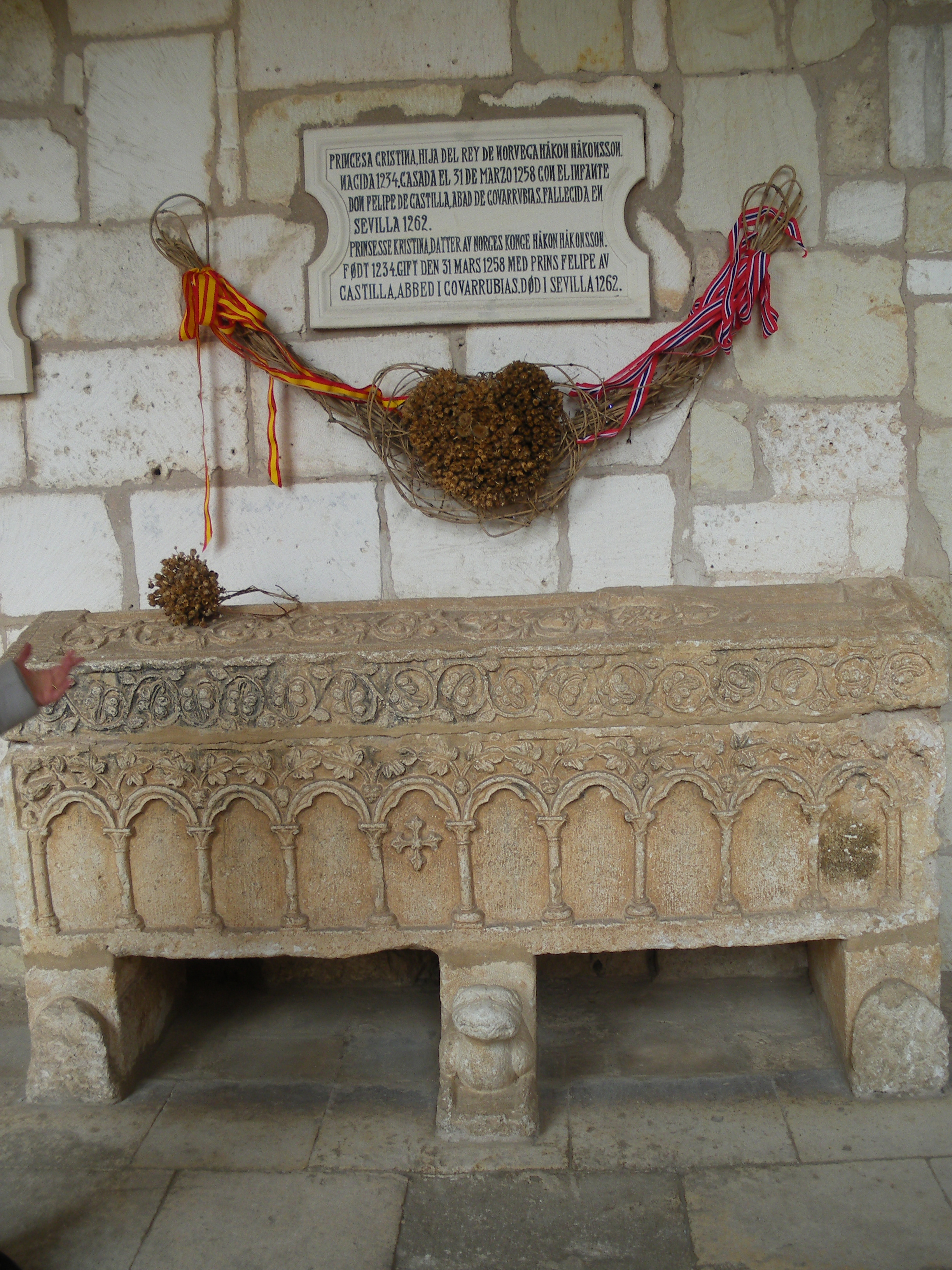
Sepulcro de la infanta Cristina de Noruega.

El claustro fue construido en los primeros años del XVI. En él está el sepulcro gótico de la infanta Cristina de Noruega, primera esposa del infante Felipe de Castilla y Suabia, hijo de Fernando III y hermano de Alfonso X el Sabio.
Junto al sepulcro de la infanta Cristina de Noruega está colocado el sepulcro de Diego Fernández de Castro, abad de la colegiata, que fue trasladado aquí desde la capilla de Nuestra Señora del Rosario.

## Museo de la iglesia
En el Museo se exponen diferentes piezas de arte sacro, como capiteles románicos, tablas de Berruguete, orfebrería del maestro de Calahorra y ropas litúrgicas de los siglos XVI al XVIII.

### Sala primera
- Imagen de Santiago sedente, del siglo XIII y realizada en piedra policromada.
- Imagen de Nuestra Señora de Redonda, del siglo XIII y realizada en madera policromada.
- Imagen de Nuestra Señora de Mamblas, del siglo XIV y realizada en madera policromada.
- Imagen de la Virgen de la Cereza, de finales del siglo XIV, realizada en madera policromada, y restaurada.
- Retablo de Santiago, del siglo XV y realizado en madera policromada.
- Epifanía en predela, del siglo XIV. Procede de un retablo de la Iglesia parroquial de Santo Tomás de Covarrubias.
- Virgen del Rosario, del siglo XVIII y realizada en madera policromada.
- Virgen niña con San Joaquín y Santa Ana, joya de la escuela castellana del siglo XVIII.

### Sala segunda
- En la segunda sala se exponían documentos relacionados con la historia de la colegiata, que fueron trasladados al archivo de la misma por razones de conservación. Se expone una copia del documento de creación del Infantado de Covarrubias, que data del año 978 y que se conserva en el archivo de la iglesia.
- Hay un relicario con tres arquetas de madera forradas con plata repujada procedentes del monasterio de San Pedro de Arlanza. Entre otros, se conservan allí las reliquias de san García de Arlanza.
- Una mesa de nogal del siglo XVII.
- Una imagen de la Inmaculada Concepción del siglo XVI, de la escuela de Gil de Siloé.
- Objetos populares de la iglesia y algunas obras de pintura de varias épocas y autores.

### Sala tercera
En la tercera sala se exponen ornamentos litúrgicos de los siglos XV al XVIII, entre los que destaca el terno rojo de los condestables, del XVI, y realizado por el bordador local Marcos de Covarrubias. También se exponen cinco trozos de seda extraídos del sepulcro de la infanta Cristina de Noruega.

### Sala cuarta
En la sala cuarta del museo, que corresponde a la antigua sacristía de la iglesia, se exponen obras de pintura y orfebrería de diversos periodos:
- Tríptico de los Reyes Magos, del siglo XV, pintado por el maestro de Covarrubias.
- Cristo entre ángeles. Óleo sobre tabla del siglo XV pintado por Diego de la Cruz.
- Virgen del libro. Óleo sobre tabla del siglo XV pintado por el maestro de Covarrubias.
- Degollación de Santo Tomás. Óleo sobre tabla del  siglo XV, pintado por Alonso de Sedano.
- Milagro de San Cosme y San Damián. Óleo sobre tabla del siglo XV pintado por Pedro Berruguete.
- Santo Tomás en la India. Óleo sobre tabla del siglo XV pintado por Alonso de Sedano.
- Cruz procesional del siglo XVI, realizada en plata sobredorada.
- Custodia del siglo XVI.
- Cáliz con astil de cristal de roca, del siglo XVII.
- Lignum Crucis del siglo XIV, realizado en plata repujada. Según la tradición era llevado por el conde Fernán González.[6]

Por último, se sale por la actual sacristía, que fue sala capitular en el siglo XVIII y que conserva la elegante sillería de nogal de la misma época.

## Miembros de la realeza sepultados en la iglesia

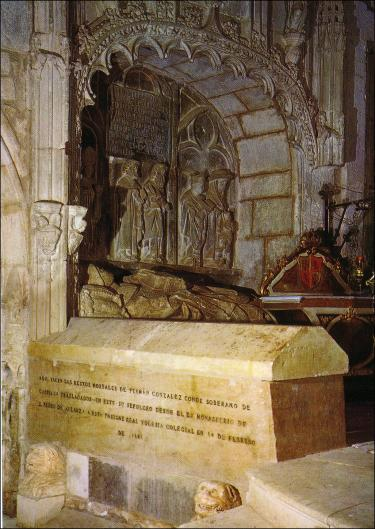
Sepulcro del conde Fernán González.

- Fernán González (c.910-970), conde de Castilla. Sus restos fueron trasladados en 1841 desde el monasterio de San Pedro de Arlanza.
- Sancha de Pamplona (m. 952/955), esposa del conde Fernán González e hija de Sancho Garcés I, rey de Pamplona. Sus restos fueron trasladados en 1841 desde el monasterio de San Pedro de Arlanza.
- Reina Urraca Fernández (m. 1007), hija del conde Fernán González y esposa de Ordoño III y Ordoño IV, reyes de León, y de Sancho Garcés II, rey de Pamplona.
- Urraca García (m. después de 1038), hija del conde García Fernández y nieta del conde Fernán González. Primera abadesa del monasterio.
- Infanta Sancha Raimúndez (m. 1159), hija de la reina Urraca I de León y hermana de Alfonso VII.
- Infanta Cristina de Noruega (1234-1262), primera esposa del infante Felipe de Castilla, hijo de Fernando III y hermano de Alfonso X el Sabio.